# Associazione Guide e Scout Cattolici Sloveni
L'Associazione Guide e Scout Cattolici Sloveni (in Sloveno Združenje slovenskih katoliških skavtinj in skavtov, in sigla ZSKSS) è l'associazione nazionale degli scout e delle guide sloveni.
La ZSKSS è un'associazione non governativa senza fini di lucro, aperta a tutti e guidata da volontari.

## Storia dello scautismo sloveno

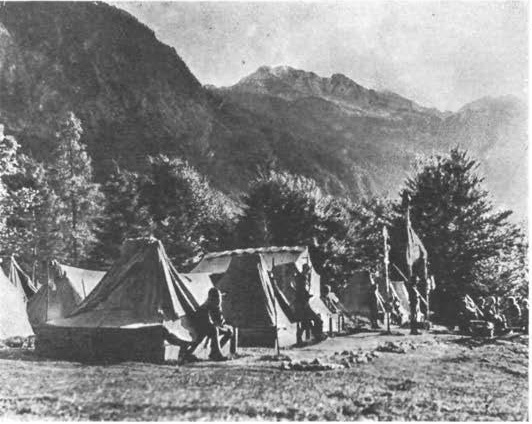
Campo estivo sloveno in Bohinj (1935)

L'origine dello scautismo sloveno è da ricercarsi nel 1922, periodo in cui la Slovenia era parte del Regno di Iugoslavia, in seguito all'evento sportivo tenuto dall'organizzazione panslavista Sokol a Lubiana. In questo evento si registra la partecipazione di scout provenienti dalle attuali Bosnia, Serbia, Repubblica Ceca e Polonia

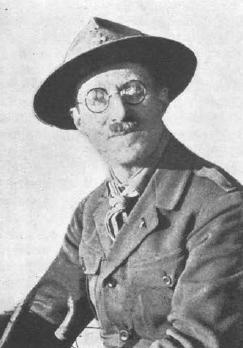
Pavel Kunaver (1889-1988)

Un gruppo di studenti delle scuole medie secondarie prese un primo contatto con gli scout di Belgrado, da cui furono inviate tutte le uniformi e cappelli militari tipo scout usati nella Prima Guerra Mondiale. Il primo campo scout sloveno fu organizzato nel 1923 a Kamniška Bistrica. Nel 1929, dopo l'inizio della dittatura del re di Iugoslavia Alessandro I, l'organizzazione venne rinominata Zona Scout della Draga (in sloveno Dravska skavtska župa) e collegata al gruppo Savez Izvidnika i planinki Jugoslavije. Successivamente, l'organizzazione mutò nuovamente il nome, questa volta in Unione degli scout del Regno di Iugoslavia (in sloveno Savez skauta Kraljevine Jugoslavije).
Lo scautismo sloveno venne momentaneamente interrotto a partire dal 10 giugno 1941 a causa dell'inizio della Seconda Guerra Mondiale. Poco prima dello scioglimento, l'Associazione contava 1380 iscritti.
In seguito alla fine del conflitto mondiale, lo scautismo sloveno proseguì soltanto oltre i confini nazionali, prima nei campi profughi dalla Carinzia e successivamente tra gli emigranti sloveni in Argentina e Canada. Venne di nuovo ripreso tra gli sloveni di Trieste, di Gorizia e delle aree circostanti, e in Austria, in Carinzia, dove gli scout sloveni oggi fanno parte della Pfadfinder und Pfadfinderinnen Osterreichs.
Alcuni ex capi degli scout e dei Gozdovniki (Woodcrafts) formarono nel 1951 l'Associazione dei Taborniki Sloveni (scout non confessionali del regime comunista), che fu in seguito rinominata Unione dei Taborniki Sloveni (Zveza Tabornikov Slovenije). Durante l'esistenza della Iugoslavia, l'unione aveva il monopolio tra le organizzazioni giovanili.

## Formazione e costituzione di ZSKSS
Nel 1984 lo studente Peter Lovšin conobbe il movimento scout e decise di introdurre lo scautismo tra i giovani cattolici a Lubiana. Nell'estate del 1985 si unì al campo dell'associazione degli scout sloveni in Italia, la Slovenska Zamejska Skavtska Organizacija (SZSO) , e nel 1986 fece la sua Promessa scout. Nello stesso anno, riunì un gruppo di giovani appassionati in una delle parrocchie di Lubiana e si pose alla loro guida con l'aiuto degli scout sloveni del Friuli-Venezia Giulia.
Nel 1990 il gruppo contava già 21 guide e 18 esploratori. Il movimento scout cattolico si diffuse rapidamente in tutta la Slovenia.
Il 31 marzo 1990 venne istituita la Združenje Slovenskih Katoliških Skavtinj in Skavtov (ZSKSS), una delle prime organizzazioni giovanili di nuova costituzione negli Stati delle ex repubbliche jugoslave. Un anno dopo, le prime promesse scout ufficiali furono organizzate a Lubiana. Ufficialmente, l'associazione è stata registrata il 22 ottobre 1992.
Lo scautismo cattolico sloveno fu basato sull'eredità dello scautismo del regno jugoslavo, legato ai valori e ai principi del fondatore Robert Baden-Powell, con l'aiuto di altre organizzazioni scout, soprattutto l'AGESCI (Associazione Guide e Scout Cattolici Italiani), e dei loro capi della regione Friuli-Venezia Giulia. Con il loro esempio e con le presentazioni dello scautismo nel progetto pluriennale "Hodimo skupaj / Camminiamo insieme", hanno notevolmente contribuito alla formazione dei primi capi di ZSKSS (organizzazione, educazione, metodi di lavoro nelle branche, progettazione, attuazione delle attività).
ZSKSS divenne membro accreditato (cioè senza diritto di voto) dell'Associazione mondiale guide ed esploratrici (AMGE) nel 1996 e membro associato nel 1999.

### Lo scopo di ZSKSS e la sua organizzazione
Ogni membro di ZSKSS si chiama skavt (scout) oppure skavtinja (guida) in sloveno. Lo scopo principale di ZSKSS è contribuire allo sviluppo fisico, mentale, spirituale e sociale dei giovani in modo che possano diventare personalità solide, cittadini responsabili e membri delle comunità locali, nazionali e internazionali.
Lo ZSKSS ha circa 5000 membri in 71 gruppi locali
(chiamati steg) in tutta la Slovenia (regione Litorale, regione di Lubiana, regione di Maribor). Oltre al programma regolare, gli scout sloveni organizzano annualmente circa 200 campi (estivi e invernali) in cui i partecipanti imparano la vita e la sopravvivenza in natura, scoprono nuovi ambienti, imparano le abilità manuali e durante il gioco vivono nella comunità diversa, nel piccolo gruppo. 
L'associazione ha sede a Lubiana, dove lavorano molti volontari con il segretario dell'associazione e alcuni dipendenti.
La ZSKSS ha un contratto di affitto con il Servizio Forestale della Slovenia per la casa nella Foresta di Kočevje (Kočevski Rog), dove opera il Centro Ambientale Scout Kočevski Rog.

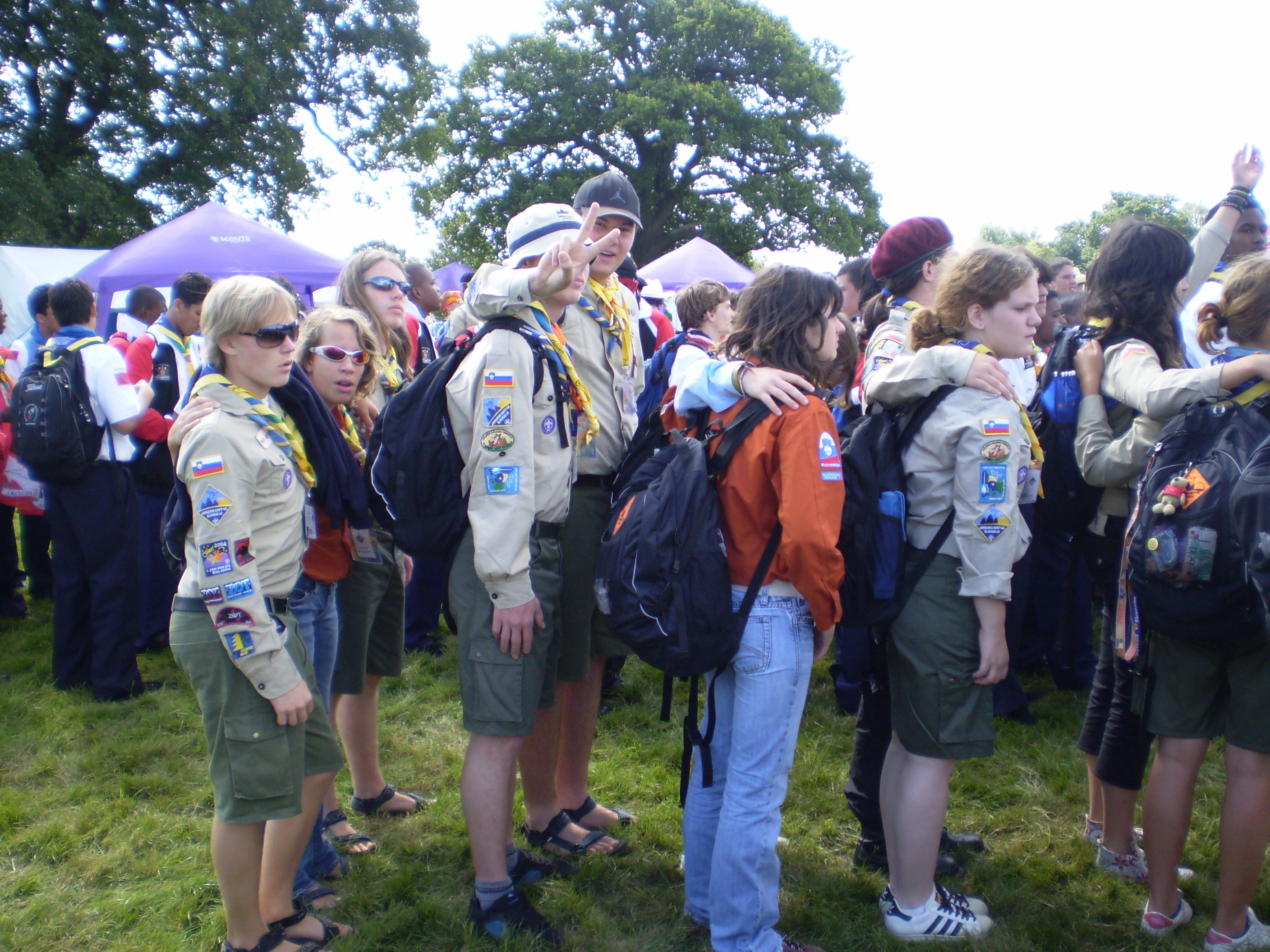
Scout ed Taborniki sloveni nel 21. Jamboree mondiale

| Suddivisione in branche                           | Suddivisione in branche | Suddivisione in branche            | Suddivisione in branche |
| Nome branca                                       | Fascia d'età            | Motto                              |                         |
| ------------------------------------------------- | ----------------------- | ---------------------------------- | ----------------------- |
| bobri in bobrovke (BB) Castori (maschi e femmine) | 6-7                     | »Trden jez« (Diga solida)          |                         |
| volčiči in volkuljice (VV) Lupetti e Lupette      | 8-10                    | »Kar najbolje« (Del nostro meglio) |                         |
| izvidniki in vodnice (IV) Esploratori e Guide     | 11-15                   | »Bodi pripravljen« (Siate pronti)  |                         |
| popotniki in popotnice (PP) Rover e Scolte        | 16-21                   | »Služiti« (Servire)                |                         |
|                                                   |                         |                                    |                         |

## Rapporti con Zveza Tabornikov Slovenije
Tra le organizzazioni slovene legate allo scautismo c'è la Zveza Tabornikov Slovenije (ZTS). ZSKSS e ZTS stipularono negli anni '90 un accordo di cooperazione reciproca. Sono anche coinvolti nel progetto internazionale Luce della pace da Betlemme.
La Zveza tabornikov Slovenije (ZTS) è il membro nazionale accreditato dell'Organizzazione Mondiale del Movimento Scout (OMMS) e in tale veste garantisce agli iscritti della ZSKSS la partecipazione agli eventi internazionali (tipo jamboree mondiali) ed agli eventi di formazione scout.
Allo stesso modo, ZSKSS offre ai membri della ZTS (taborniki) la partecipazione alle attività organizzate dall'Associazione mondiale guide ed esploratrici (AMGE).

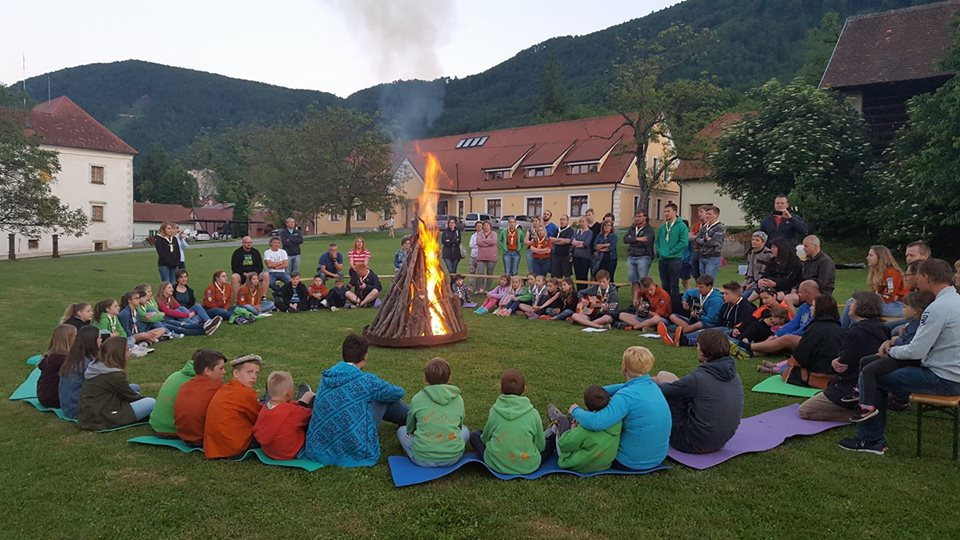

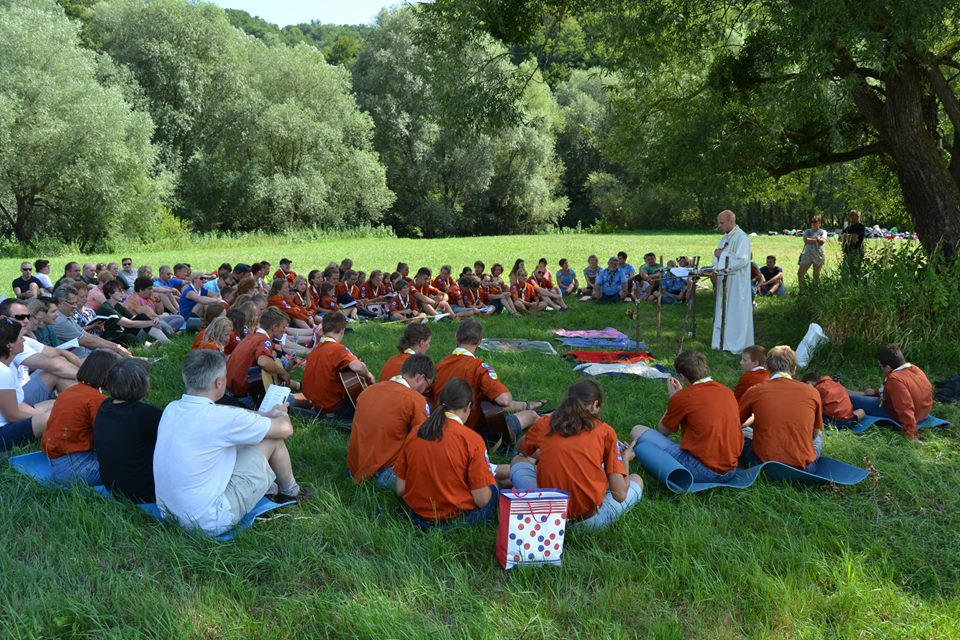
Santa messa nel campo

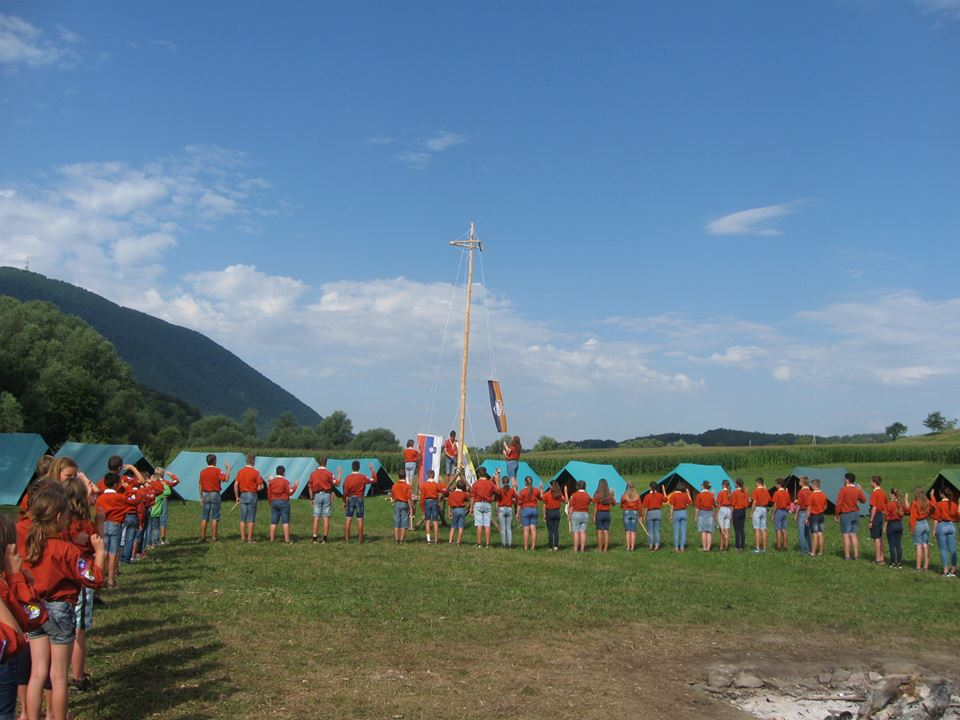
Alzabandiera sul campo estivo 2017

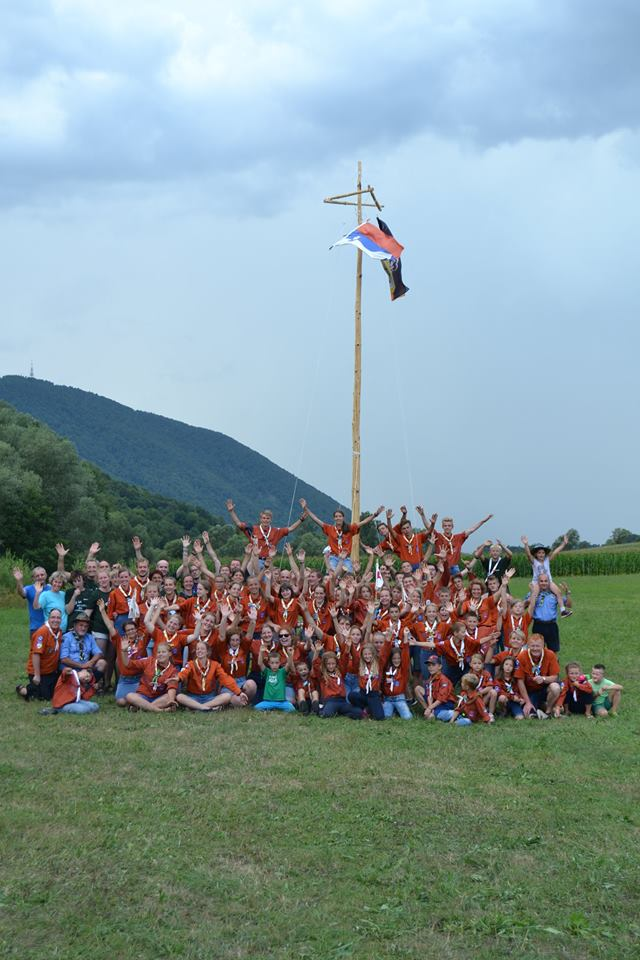

### Zveza bratovščin odraslih skavtov (ZBOKSS)
In Slovenia è attiva anche l'Unione delle fratellanze degli Scout adulti (ZBOKSS) che riunisce adulti che cercano di vivere nello spirito scout.

## Scautismo all'estero
La ZSKSS è collegata con Associazione scouts sloveni in Italia (SZSO) degli scout sloveni in Friuli-Venezia Giulia, e ha ottimi rapporti con Associazione Guide e Scout Cattolici Italiani (AGESCI). La ZSKSS ha concluso gli accordi di mutua cooperazione con la SZSO ed AGESCI.